# Theodor Milberg
Theodor Heinrich Milberg (* 30. Juni 1889 in Augustenhof, Ortsteil von Heringsdorf; † 17. August 1972 in Quarnbek) war ein deutscher Landwirt, Gutsbesitzer und Politiker (DNVP).

## Leben
Nach dem Abitur am Gymnasium nahm Milberg ein Studium der Rechtswissenschaft an den Universitäten in Oxford, München und Kiel auf, das er mit dem Ersten Juristischen Staatsexamen beendete. Er betätigte sich in der Landwirtschaft und besaß ein Rittergut in Quarnbek bei Achterwehr. Daneben war er Mitglied der Landwirtschaftskammer Schleswig-Holstein und Vorsitzender des Bundes der Landwirte für die Provinz Schleswig-Holstein. In den 1920er Jahren wurde er Ehrenvorsitzender des Verbandes.
Während der Zeit der Weimarer Republik trat Milberg in die Deutschnationale Volkspartei (DNVP) ein. Bei den Landtagswahlen im Februar 1921, im Dezember 1924 sowie im Mai 1928 wurde er jeweils als Abgeordneter in den Preußischen Landtag gewählt. Im Parlament vertrat er den Wahlkreis 13 (Schleswig-Holstein). Ab 1945 war Theodor Milberg Präsident des Raiffeisenverband Schleswig-Holstein und gründete im Zuge dessen die Raiffeisenschule in Rendsburg.
Der Schauspieler Axel Milberg (* 1956) ist sein Enkelsohn.